# Nintendo e-Reader
e-Reader (яп. カードeリーダー ка:до и ри:да, Card e-Reader) — специальное устройство, созданное Nintendo для её портативной консоли Game Boy Advance. Оно было выпущено в Японии в декабре 2001 года, а релиз в Северной Америке пришёлся на сентябрь 2002 года. У него есть светодиодный сканер, который читает «e-Reader cards» — специальные картонные или пластиковые карточки, на которых напечатаны особым образом закодированные данные.
e-cards как правило используются в играх для того, чтобы разблокировать секретные элементы, уровни или мини-игры, загруженные через e-Reader.
e-Reader не является консолью или аксессуаром к ней — это дополнительное устройство, расширяющее возможности консоли, такое как Family Computer Disk System или Sega Mega-CD. e-Reader — одно из трёх дополнительных устройств для консолей Nintendo, официально продававшихся в США. Другие два — это Super Game Boy для Super Nintendo Entertainment System и аналогичный Game Boy Player для GameCube.

## Общая информация
В Японии были выпущены две версии устройства: оригинальный e-Reader (без порта для кабеля), который мог считывать информацию с карточек, а позднее и e-Reader+ (названный в Австралии и Северной Америке просто «e-Reader»), который имел порт для подключения к нему кабеля, предназначенного для подключения консоли к GameCube или другим консолям Game Boy Advance. Но e-Reader имел успех только в Японии. В Европе он был анонсирован, но их было выпущено очень мало, поэтому он практически сразу был отменён. В Северной Америке его продажи закончились ещё в начале 2004 года опять же по причине низкой популярности. В Японии он наоборот продавался успешно вплоть до прекращения линейки Game Boy.
Для того, чтобы добавлять элементы и новые уровни в игры, такие как Super Mario Advance 4: Super Mario Bros. 3, игроку потребуется две консоли Game Boy Advance и соединительный кабель. Серый конец кабеля подключается в консоль с e-Reader, а фиолетовый конец в консоль с игрой. После достижения в игре определённого момента игрок активирует проводит карточку через считыватель e-Reader, и данные переносятся на картридж. Функция не работает в Nintendo DS в связи с отсутствием у него порта для кабеля.

### Карточки e-Reader
В США был выпущен набор карточек e-Reader, который содержал:
- Игры для NES
- Новые уровни и бонусы для Super Mario Advance 4: Super Mario Bros. 3
- Предметы для Animal Crossing
- Новых тренеров для боя в Pokémon Ruby и Sapphire
- Мини-игры, включаю эксклюзивную версию Mario Party
- Карточки Game & Watch. Сперва планировалось выпустить набор из карточек e-Reader, содержавших все игры серии Game & Watch. Некоторые разработчики упоминали, что планировалось только 20 игр, но официально вышли только четыре.

Также было много других игр, выпускавшихся только в Японии.

### Точечный код

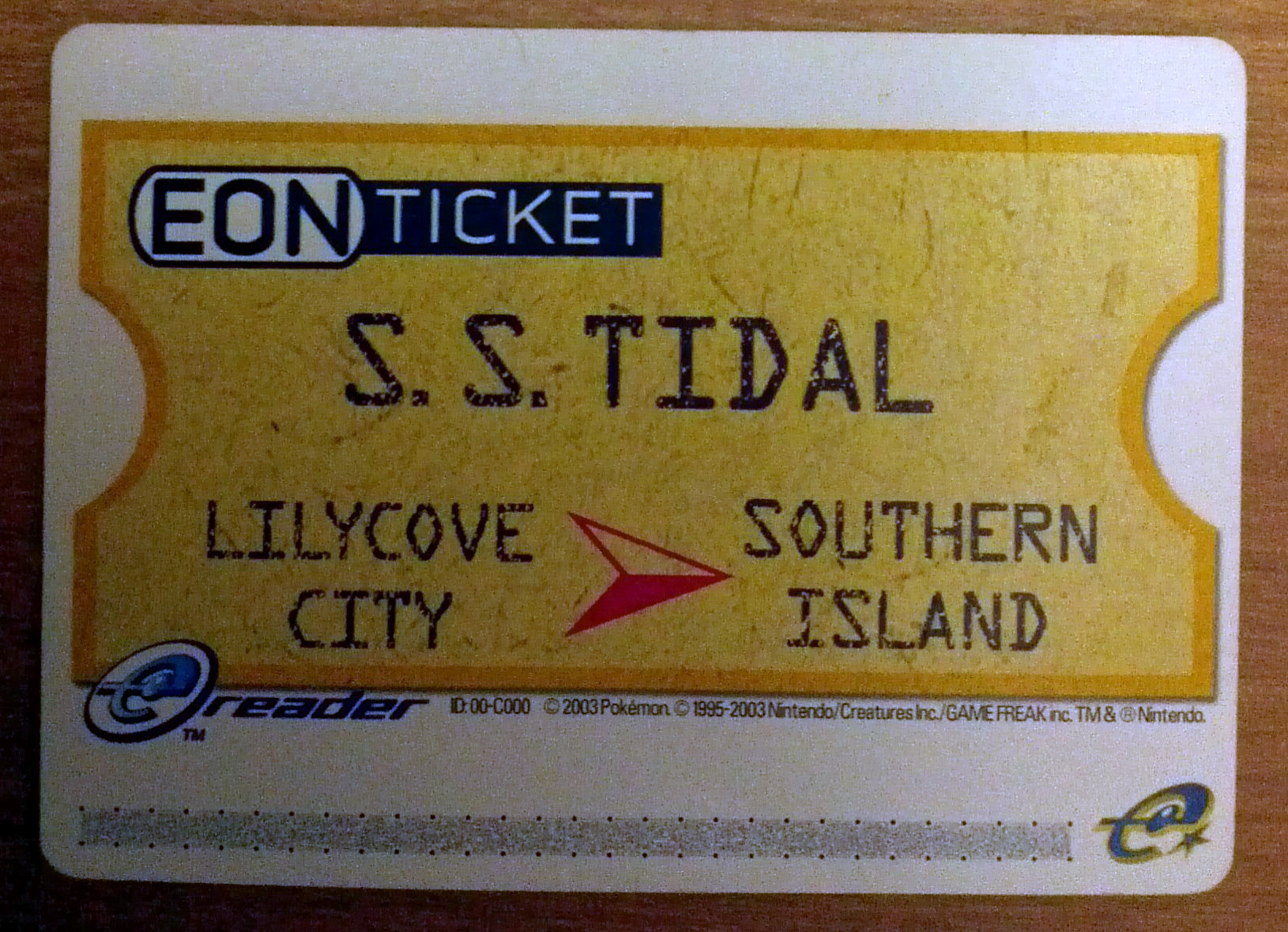
Карта e-Reader для Pokémon Ruby и Sapphire — «Eon Ticket», позволявшая получить доступ к внутриигровому событию. Закодированные с помощью точечного кода данные расположены внизу карты.

Данные закодированы на карточки с помощью «точечного кода» — специальной технологии штрихкода, разработанной компанией Olympus. Карточки e-Reader содержат один или два набора точечных кодов, расположенных по бокам карты. Для загрузки маленьких игр или дополнений могла понадобиться только одна карточка (два набора точечных кодов на обеих сторонах карты), тогда как большие игры вроде хитов для NES требовали ввода более чем пяти кодов (девять-десять наборов), прежде чем можно было запустить игру.
Короткие наборы кодов использовались только в Pokémon Trading Card Game. Карты, содержащие точечный код, входили во многие колоды, которые выпускались Nintendo совместно с Wizards of the Coast. Код как правило располагался внизу карты. Когда такую карту сканировали, e-Reader выводил на экран консоли данные из Покедекса о том покемоне, который был изображён на отсканированной карте. У многих карт, выпускающихся Wizards of the Coast, точечный код был нанесён сбоку. Такие карты позволяли игроку играть в мини-игры, использовать секретные атаки в карточной игре, слушать песенки и просматривать анимированные картинки.

## Совместимость

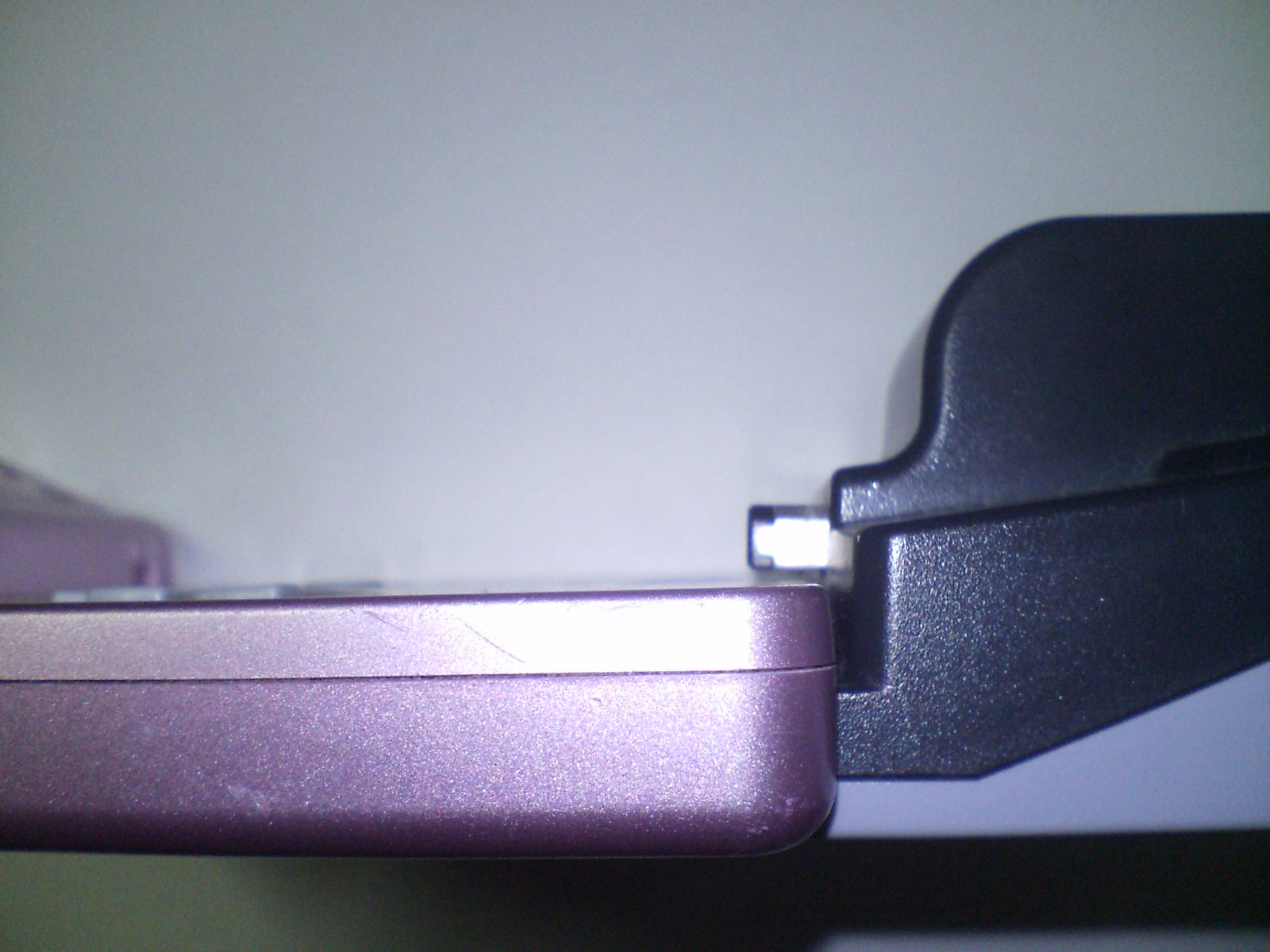
e-Reader не полностью подключается к Game Boy Advance SP.

e-Reader так же вставляется в слот Game Boy Advance, как и картридж с игрой. Часть e-Reader выступает из консоли, чтобы можно было сканировать карточки. Аппаратно e-Reader совместим c любой консолью, которая поддерживает картриджи для Game Boy Advance, но механически совместим не со всеми (попросту не влезает в слот), поэтому возможность соединения консолей и переноса данных с карточки работает не всегда.
После установки e-Reader закрывает собой разъём для подключения консолей друг к другу, на этот случай этот разъём был вынесен на сам e-Reader, поэтому возможность соединять консоли и переносить между ними данные сохранилась. Он полностью совместим и с Game Boy Advance SP, хотя подключается к нему иначе (см. фото). Так как разъём для подключения соединительного кабеля у SP не закрыт, передача данных через e-Reader не используется.
Он также полностью совместим с Game Boy Player для домашней консоли GameCube и подключается так же, как и к Game Boy Advance. В таком случае вынесенный на e-Reader разъём используется для подключения соединительного кабеля. При этом GameCube сам идентифицируется как Game Boy Advance, и может быть подключен ко второму GameCube.
e-Reader можно подключать и к DS Lite, но не к оригинальному DS. e-Reader может быть модифицирован для того, чтобы подключаться к оригинальному DS, однако у него не будет возможности передавать данные с карточек, так как у DS отсутствует соединительный разъём от Game Boy Advance.
e-Reader не подходит и к Game Boy Micro, так как у этой консоли разъём для соединительного кабеля не был стандартным. Для проводного соединения консолей друг с другом используется специальный кабель Game Boy Micro Game Link Cable. Также консоль несовместима с кабелем GameCube Game Boy Advance Cable, поэтому она не будет работать с консолью GameCube без модификации этого кабеля.
Так как первая версия e-Reader, выпущенная только в Японии, не имела вынесенного разъёма для соединения консолей, она подходит ко всем консолям, с которыми обновлённый e-Reader не совместим. Хотя консоли Game Boy Advance и DS не имеют привязки к конкретному региону, японские версии карт для e-Reader работают только с японскими e-Reader.

## Список игр

### Классические игры для NES
Каждая игра в этой серии шла в комплекте из примерно пяти карт, каждую из которых требовалось отсканировать дважды, с обеих сторон. Всего в этой серии тринадцать игр, каждая из которых работает только в однопользовательском режиме. Excitebike, Donkey Kong и Ice Climber были выпущены на e-cards, а позже и в составе Classic NES Series — сборника ремейков классических игр для NES на Game Boy Advance. Также все игры этой серии кроме Urban Champion были доступны как разблокируемые в игре Animal Crossing, с полным режимом игры для двух игроков, где он возможен.
Список переизданных игр для NES:
- Balloon Fight
- Baseball
- Clu Clu Land
- Donkey Kong
- Donkey Kong Junior
- Donkey Kong 3
- Excitebike
- Golf
- Ice Climber
- Pinball
- Mario Bros.
- Tennis
- Urban Champion

### Animal Crossing-e
Когда карточки используются в игровом почтовом отделении, игроки получают дополнительные игровые предметы. Некоторые из них являются редкими, некоторые встречаются более часто. Некоторые карточки разблокируют так называемые «городские мелодии» (англ. Town tunes), которые звучат каждый раз, когда ты говоришь с игровым животным. Также существуют «родственные» карточки (англ. sibling) (2-4 серии), на передней стороне которых изображены два персонажа, а также множество дизайнерских карточек, которые разблокируют новые варианты оформления предметов в игровой деревне. Помимо регулярно выпускаемых наборов карточек, были некоторые серии, которые распространялись на рекламной основе через торговые сети GameStop и EB Games, а также вместе с батарейками Energizer. Эти карточки ничем не отличаются от обычных карточек из регулярно выпускаемых наборов.

### Pokémon Battle-e
Карточки из набора Pokémon Battle-e Cards, отсканированные в Pokémon Ruby и Sapphire, дают игроку возможность сражаться с новыми тренерами или получать специальные ягоды. В Японии этот набор был разделён на шесть маленьких наборов, каждый на свою отдельную тематику; в каждом наборе было 10 карт (8 тренеров, 1 ягода и 1 контрольный список). В США все карточки были в одном наборе, один набор был разделён на два тематических. В дополнение к нему существует две промокарты; по одной для каждой версии, которые идут в комплекте с играми. Карточки можно загружать в Ruby и Sapphire с момента, когда становилась доступной функция Mystery Event (рус. Таинственное Событие).
- Карточки тренеров

Когда в Ruby и Sapphire загружалась карточка тренера, в одном из домов в городе Мосдип (англ. Mossdeep City). Когда игрок сражался с тем тренером, его покемоны не получали опыт, а тренер не получал никаких призов или денег, также как и в бою в Башне сражений или в бою по соединительному кабелю. Карточка-контрольный список позволяет сверять наличие в игре всех тренеров из текущего набора.
- Ягода Энигма

Когда сканировалась эта карточка, в игру добавлялась специальная ягода под названием Энигма. Когда карточка сканировалась в первый раз, ягоду можно было получить у Нормана. Когда карточка сканировалась ещё раз, все имеющиеся ягоды Энигма заменялись на одну новую. Ягода Энигма не может покинуть игру, для которой она была сохранена, кроме как с помощью миграционной системы в Pokémon Diamond и Pearl. Когда ягода переносится, она становится ягодой Энигма, вне зависимости от того, была ли это ягода Энигмой до этого или нет. Эта ягода даёт носящему её покемону полностью восстановить своё здоровье, если до этого он был ранен суперэффективной атакой.
- Билет вечности

Эта карточка рассматривается в составе данного набора, так как сканируется схожим способом. См. «Другие» ниже для более подробного описания.
- Battle-e Cards для Pokémon FireRed, LeafGreen, и Pokémon Emerald

Есть также и добавочные наборы карт для Pokémon FireRed и LeafGreen и для Pokémon Emerald, выпущенные в Японии, но так как поддержка e-Reader за её пределами была прекращена, эти карточки нигде кроме Японии не выпускались. Поэтому поддержка e-Reader для не-японкских версий этих игр также была убрана.

### Pokémon Colosseum
В Pokémon Colosseum имеется Колизей, расположенный за городом Пенак (англ. Phenac City). У него две двери, каждая из которых ведёт на одну и ту же арену. В Японской версии этой игры правая дверь ведёт на арену, а левая — в специальную зону e-Reader, где игроки могут открыть доступ к трём новым Тёмным покемонам и нескольким добавочным тренерам, отсканировав в игру особые карточки.

### Super Mario Advance 4: Super Mario Bros. 3
Всего для этой игры существует 36 карточек, разделённых на две серии: 18 в Серии 1 и 18 в Серии 2. В каждом наборе пять демо-карт, пять карточек с дополнительными уровнями для игры, восемь карточек с пауэр-апами и одна промокарта без точечного кода, на которой содержалась реклама набора Pokémon Battle-e. В Японии были выпущены и другие карточки для этой игры, но и они не были выпущены в Америке.
По две промокарты шли в комплекте с каждой Североамериканской и Австралийской копией игры. На очень короткое время в каждую коробочку с игрой было добавлено ещё пять карточек, но только эксклюзивно в магазинах
Wal-Mart в США. Те пять карт стали очень большой редкостью, так как поддержка e-Reader в США была прекращена ненамного позже релиза игры. Две карты из их числа с тех пор не переиздавались.

### Rockman.EXE&Rockman Zero 3cards
Японская серия игр Rockman (известная за её пределами как Mega Man), выходившая на GBA, использовала карточки e-Reader+ для кастомизации игры. Туда входят разные игровые эффекты, как положительные, так и отрицательные. Эти карточки несовместимы с англоязычными версиями игр. Единственный способ получить эти эффекты, не используя карточки — вводить в игру коды, используя для этого специальные девайсы, такие как Code Breaker, Pro Action Replay и GameShark.

### Другие
- E3 2002 Promo Pack: очень редкий промонабор, который раздавался на конференции E³ в 2002 году. Он содержал карточки c вариацией игры Manhole, две карточки Pokémon Trading Card Game, и одну карточку с Кирби, которая при сканировании сообщала владельцу, если он выиграл приз. Эта карточка с Кирби считается редчайшей карточкой для e-Reader.
- Mario Party-e: целая карточная игра из 64 карт, использующая e-Reader для мини-игр.
  - Mario Party-e Promo Card: не содержащая точечного кода карточка «Two Coin Card», которая была вложена в журнал GamePro и использовалась в игре Mario Party-e.
- Air Hockey-e: промокарта, которая раздавалась покупателям в разных торговых сетях, когда e-Reader только поступил в продажу. Эксклюзивная версия этой карточки шла в комплекте с e-Reader, продававшимся в Австралии.
- Manhole-e: ремейк оригинальной игры для Game & Watch, шёл в комплекте с e-Reader. В этой игре необходимо закрывать канализационные люки прежде чем по ним пройдут пешеходы. Планировалась разработать целую серию карточек с играми для Game & Watch, но она так и не поступила в продажу.
- FOXBOX Kirby Slide Puzzle: слайдовая головоломка, которая была в журналах Nintendo Power и Tips & Tricks. Она также была и в промонаборах FOXBOX в Toys "R" Us.
- EON Ticket: EON Ticket (рус. Билет вечности) — промокарта, которую раздавали на E³, в магазинах Toys «R» Us во время программы EON Ticket Summer Tour, а также в некоторых номерах Nintendo Power. Используется для получения Латиаса в Pokémon Ruby или Латиоса в Pokémon Sapphire.
- Domo-kun no Fushigi Terebi: карточка входила в комплект с игрой этой малоизвестной за пределами Японии серии. Расширяла возможности оригинальной игры огромным количеством мини-игр и событий, не доступных на самом картридже.
- Mario vs. Donkey Kong: мало известен тот факт, что эта игра тоже имеет поддержку e-Reader. Японское отделение Nintendo проводило лотерею, где 1000 победителей получили карточки для этой игры. Всего в ней двенадцать скрытых уровней, карточки открывают пять из них. Они также считаются одними из редчайших карт для e-Reader. Никто никогда не тестировал, совместимы ли они с не-японскими версиями этой игры, или же эксклюзивны для неё.
- Pikmin 2-e: шесть наборов мини-игр были выпущены эксклюзивно в Японии после релиза Pikmin 2. В этих играх игрокам предлагается переместить всех Пикминов в определённую зону за некоторое количество шагов, или переместить Пикмина из одного пункта в другой, не травмировав его. Карточки используют особый метод кодирования информации, блокирующий их использование в североамериканских системах.